# ティル・オイレンシュピーゲルの愉快ないたずら

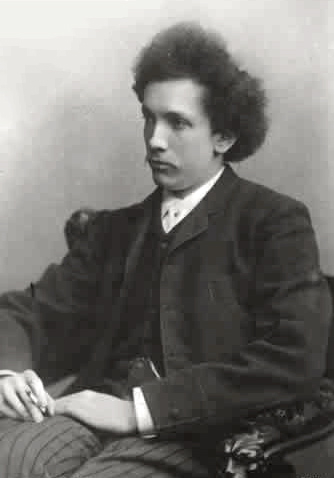
1894年のリヒャルト・シュトラウス

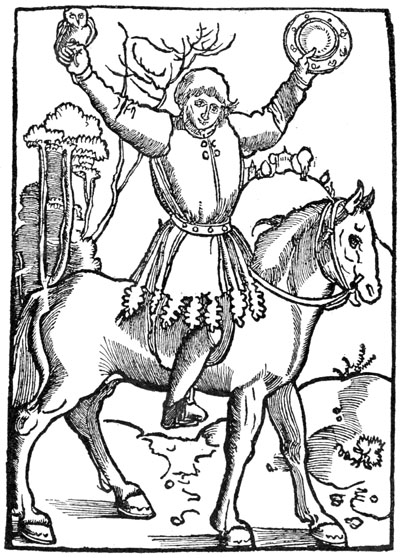
ティル・オイレンシュピーゲル

『ティル・オイレンシュピーゲルの愉快ないたずら』（独: Till Eulenspiegels lustige Streiche）作品28は、リヒャルト・シュトラウスが1895年に作曲した交響詩である。

## 概要
14世紀の北ドイツの伝説の奇人ティル・オイレンシュピーゲルの物語を、シュトラウスの巧みな管弦楽法で音楽化した作品であり、「ロンド形式による昔の無頼の物語」（独: nach alter Schelmenweise in Rondeauform）という副題を持つ。

## 作曲の経緯
シュトラウスは交響詩の第3作『死と変容』（1889年）の後、オペラの作曲に意欲を見せた。しかし、ツュリル・キストラー、（1848年 - 1907年）のオペラ『オイレンシュピーゲル』に触発された、「ティル」を主人公とするオペラは未完に終わり、その後完成した初のオペラ『グントラム』は初演（1894年）が失敗に終わったことからオペラの作曲を一旦あきらめ、再び交響詩を手がけることにした。「ティル」をテーマとした新しい交響詩は1894年から1895年にかけて作曲され、5月6日に完成した。

## 初演
1895年11月5日、ケルンにてフランツ・ヴュルナーの指揮で初演された。
日本初演は1929年5月19日、日本青年館にて、近衛秀麿と新交響楽団（NHK交響楽団の前身）による。

## 演奏時間
約15分

## 編成
従来のシュトラウスの交響詩は3管編成であったが、この曲から4管編成が用いられるようになった。
| 木管 | 木管                                         | 金管 | 金管                              | 打    | 打                                                     | 弦   | 弦 |
| ---- | -------------------------------------------- | ---- | --------------------------------- | ----- | ------------------------------------------------------ | ---- | -- |
| Fl.  | 3, ピッコロ 1                                | Hr.  | 4 （更に5 - 8番は任意で増強可能） | Timp. | 1人（4個でペダルは必携）                               | Vn.1 | 16 |
| Ob.  | 3, コーラングレ 1                            | Trp. | 3 （更に4 - 6番は任意で増強可能） | 他    | 大太鼓 小太鼓 トライアングル シンバル 大きなラチェット | Vn.2 | 16 |
| Cl.  | B管 2, D管クラリネット 1, バスクラリネット 1 | Trb. | 3                                 | 他    | 大太鼓 小太鼓 トライアングル シンバル 大きなラチェット | Va.  | 12 |
| Fg.  | 3, コントラファゴット 1                      | Tub. | 1                                 | 他    | 大太鼓 小太鼓 トライアングル シンバル 大きなラチェット | Vc.  | 12 |
| 他   |                                              | 他   |                                   | 他    | 大太鼓 小太鼓 トライアングル シンバル 大きなラチェット | Cb.  | 8  |

## 音楽・構成
- ロンド形式で作曲されている。ヘ長調。Gemächlich（落ち着いた感じで）‐Volles zeitmass(sehr lebhaft)（イン・テンポで(非常に生き生きとして)）。
- 弦楽器による親しみやすい短い前奏で始まる。これは昔話の「むかしむかし……」を表すテーマである。

続いてホルンによるティル・オイレンシュピーゲルの第1のテーマが出る。
続いてクラリネットでティルの笑いを表すテーマが示される。
まず市場に現れたティルは牛馬を解き放し、市場は大騒ぎになる。ティルは空を飛ぶ靴で遁走する。続いてティルは僧侶に変装し、でたらめなお説教で人々を煙に巻く。独奏ヴァイオリンが退屈したティルのあくびを表現するが、ふと彼の心に破滅への予感がよぎる（金管群による信号）。続いてティルは騎士に変装し、美しい淑女を口説くが彼女にあっさりと袖にされる。怒ったティルは全人類への復讐を誓う（金管の鋭い上昇音型）。最初の標的を俗物学者（ファゴットによるユーモラスな音型）に定めたティルは、彼らに論争をふっかける。しかし次第に旗色が悪くなり、論破されたティルは悔しまぎれに小唄を歌う。再びホルンによるティルのテーマが現れ、次第に勢いを増していく。好き放題にいたずらを繰り返すティルの活躍が描かれるが、突如小太鼓が鳴り響き、ティルは逮捕される。金管によるいかめしい裁判のテーマが奏される。ティルは裁判を嘲笑しているが、やがて彼は死の予感におびえて金切り声を上げる。ついに死刑の判決が下り、ティルは絞首台に昇らされ敢えない最期を遂げる。冒頭の「むかしむかし……」のテーマが回帰し、ティルは死んでも彼の残した愉快ないたずらは不滅であることを示すティルの笑いの動機で曲が締めくくられる。

## 室内楽編曲版
オーストリアの作曲家フランツ・ハーゼンエール（ハーゼネール、Franz Hasenöhrl、1885年-1970年）は、本作を室内楽に編曲した『もうひとりのティル・オイレンシュピーゲル』（Till Eulenspiegel - Einmal Anders!）を発表している。
編成はヴァイオリン、コントラバス、クラリネット、ホルン、およびファゴット。原曲に忠実な編曲ではなく、全体に再構成されており、演奏時間は原曲のおよそ半分に短縮されている。

## 関連する作品
- 1916年、バレエ・リュスの演目の一つとしてヴァーツラフ・ニジンスキー振付でバレエ化されている[3]。
- シュトラウスが1918年に作曲した歌曲集『商人の鑑（英語版）』作品 66の終曲では、歌詞にティル・オイレンシュピーゲルが登場し、本曲の動機が引用される[4]。交響詩『英雄の生涯』の「英雄の業績」の部分で引用される作品群にも本曲が含まれる。
- P. D. Q. バッハは、平均律クラヴィーア曲集のパロディ「The Short-Tempered Clavier」（邦題:『短気ん律クラヴィーア曲集』、1995年。全12曲）の第7曲ヘ長調のフーガの終結部分で、本曲を引用している（原曲の著作権があるため、楽譜には許可を取った旨記載がある）。